# Os Sete Corvos
Os sete corvos (em alemão: Die sieben Raben) é um conto de fadas alemão compilado pelos Irmãos Grimm. É o conto número 25 (KHM 25). Conta a história de sete irmãos transformados em corvos por uma maldição do próprio pai, e a jornada de sua irmã até o fim do mundo a fim de encontrá-los e desfazer o feitiço. Enquadra-se no Tipo 451 do Sistema Aarne-Thompson-Uther de classificação de contos folclóricos, sobre a donzela que sai em busca de seus irmãos, comum na Europa.

## Origem
A história foi publicada pelos Irmãos Grimm na primeira edição de Kinder- und Hausmärchen em  1812, sob o nome Die drei Raben (Os três corvos). Na segunda edição, em 1819, o nome foi mudado para Die sieben Raben (Os sete corvos) e o conto foi substancialmente reescrito. Sua fonte foi a família Hassenpflug, e outras pessoas.

## História
Um camponês tinha sete filhos e nenhuma filha até que, finalmente, uma filha nasceu, mas doentia. Ele enviou seus filhos para buscar água para a menina ser batizada, mas em sua pressa, deixaram cair o cântaro no poço. 
Quando eles não retornaram, o pai pensou que eles tinham começado a brincar e os amaldiçoou, transformando-os em corvos. Subitamente ouviu uma revoada por sobre sua cabeça; eram sete corvos, seus filhos, que voavam ao longe. Os pais se arrependeram, mas era tarde demais para desfazer o encanto. Só lhes restara consolar-se com sua filha, que ao passar dos anos tornou-se forte e bonita. 
Durante muito tempo ela não soube da existência de seus irmãos, já que seus pais achavam melhor não lhe contar o que havia acontecido, porém um dia ouviu alguém falando a respeito dela, comentando sua beleza e atribuindo a ela a culpa da desgraça que havia ocorrido a seus sete irmãos. Os pais disseram a ela que o que havia ocorrido era um decreto do céu, e que seu nascimento não passava de uma ocasião para que este decreto se cumprisse. Apesar disto, a garota sentia-se culpada e pensava que era seu dever libertar seus irmãos e não descansaria até sair pelo amplo mundo a fim de encontrá-los. Quando partiu, nada levou além de um anel, como lembrança de seus pais, um pão para saciar sua fome, uma jarra de água contra a sede e uma cadeirinha para quando estivesse cansada.
Foi andando e andando até chegar ao fim do mundo. Aproximou-se do sol, mas este era quente e terrível, e devorava criancinhas. Correu então até a lua, mas esta era fria demais, desanimada e seca. Quando a menina se pôs a olhá-la, a lua disse sentir cheiro de carne humana, assustando assim a pequena. Foi ter, então, com as estrelas, que eram bondosas e delicadas, tendo cada uma delas sua cadeira especial.
A Estrela D'alva levantou-se e lhe deu um ossinho, dizendo-lhe que sem ele não poderia abrir a Montanha de Vidro, e nesta Montanha é que estavam seus irmãos. 
A pequena recolheu o ossinho, envolvendo-o em um lenço e se dirigiu à Montanha de Vidro. Chegando lá, descobriu que a porta estava trancada e resolveu usar o ossinho para abri-la, mas ao desdobrar o lenço descobriu que o ossinho não estava mais lá; então pegou uma faca e cortou seu dedo mindinho, e o colocou na fechadura, conseguindo, assim, abri-la. 
Quando entrou, encontrou um anão que lhe perguntou o que estava procurando. Ela disse que buscava seus irmãos, os sete corvos; o anão disse que estes eram seus senhores e que não estavam em casa, mas, se ela quisesse, poderia esperar por eles lá, então ela esperou. Logo a seguir o anão trouxe o jantar dos corvos, servidos em sete pratinhos e sete copinhos; a irmã comeu uma migalha ou duas de cada pratinho e bebeu um golinho de cada copinho, mas deixou cair seu anel no último copinho. 
De repente, ouve-se um ruído de asas e gritos de pássaros no ar, pois os sete corvos estavam chegando. Quando começaram a comer e beber, notaram que faltavam goles e migalhas em seus copinhos e pratinhos, e se questionaram quanto à presença de uma boca humana. Quando o último corvo bebeu seu vinho, o anel lhe rolou na boca; ele examinou a joia e constatou que pertencia a seus pais. Desejaram em nome de Deus que sua irmã estivesse lá, pois só assim seriam libertados. Ao ouvir isto, a irmã, que se escondera atrás da porta, apresentou-se, e neste momento todos os corvos recuperaram a forma humana. 
Então todos voltaram pra seu lar, aos beijos e abraços